# Gesamtschule Kürten
Die Gesamtschule Kürten ist eine öffentliche Gesamtschule im Zentrum der Gemeinde Kürten (Rheinisch-Bergischer Kreis, Nordrhein-Westfalen). Es werden etwa 1000 Schüler unterrichtet.

## Geschichte
Am 1. August 1990 wurde die Gesamtschule Kürten eröffnet, nach einem Beschluss der Ratssitzung vom 22. Februar 1990. Für den Sportunterricht wurde eine Mehrzweckhalle verwendet. Das Gebäude wurde bereits in den 1970er Jahren erbaut. 2007 wurde das Gelände um das Neugebäude ergänzt. Die Schule wurde 2021 als erste IServ-Referenzschule ausgezeichnet.

## Unterricht
Die Gesamtschule Kürten bietet die Fächer Deutsch, Englisch, Französisch, Latein, Spanisch, die MINT-Fächer an, ferner Sport, Musik, Kunst, Sozialwissenschaft/Politik, Wirtschaft, Geschichte, Erdkunde, „Darstellen und Gestalten“ und „KLAG“ (Klassen-AG). In den Fächern Englisch (6. Klasse), Mathematik (7. Klasse) und Deutsch (8. Klasse) werden die Schüler den Grundkursen und Erweiterungskursen zugeordnet, um eine individuelle Förderung zu ermöglichen. Neben dem Cambridge First Certificate in English und DELF wird auch das Telc angeboten. Das Englisch Plus-Angebot soll das sprachliche Talent fördern. Der sprachliche Schwerpunkt ist Teil des Schulprogramms „Interkulturelles Lernen“, welches dazu dient, Grenzen zu Überwinden.
Darüber hinaus setzt man auf das pädagogische „NAU-Konzept“ (NachArbeitsUnterricht), um das gemeinsame Lernen zu maximieren. Das Konzept sieht vor, dass nach zwei Ermahnungen der Lehrkraft das jeweilige Schulkind in eine höhere Klasse für 30 Minuten mit einer speziellen Aufgabe geschickt wird. Wird ein Kind innerhalb von vier Wochen insgesamt dreimal der Klasse verwiesen, muss der Schüler/die Schülerin an den kurzen Schultagen nachsitzen. Gegebenenfalls folgt ein Gespräch zwischen Eltern und der Abteilungsleitung. Nach zwölf Klassenverweisen innerhalb von drei Monaten, kommt es zum Gespräch zwischen Eltern und Schulleitung.

## Bekannte Schüler
- Tim Wiese (* 1981), deutscher Fußballtorhüter